# مایکروسافت استیودنت
مایکروسافت استیودنت (به انگلیسی: Microsoft Student) یک برنامهٔ کاربردی از مایکروسافت مخصوص کمک به دانش‌آموزان در تکالیف مدرسه و تکالیف خانه.